# Килимник, Константин Викторович
Константин Викторович Килимник (род. 27 апреля 1970, Кривой Рог, Днепропетровская область) — политический консультант. В США он стал подозреваемым в ходе многочисленных расследований, касающихся вмешательства России в выборы в США в 2016 году, в частности, из-за его связей с Полом Манафортом, политическим консультантом, который был председателем предвыборного штаба Дональда Трампа.
CNN, The New York Times и The Atlantic сообщили, что Килимник обозначен как «Person А» в судебных документах, поданных специальным прокурором Робертом Мюллером против Манафорта. Также считается, что он обозначен как Person A в судебных документах, касающихся Алекса Ван дер Цваана, юриста, который сознался в даче ложных показаний в ходе расследования вмешательства России в выборы в США. В Докладе Мюллера за апрель 2019 года был сделан вывод о том, что Килимник был связан с российскими спецслужбами, а в отчёте Комитета по разведке Сената США за август 2020 года он охарактеризован как «офицер российской разведки». В 2017 году Килимник отрицал связи с российскими спецслужбами. 8 июня 2018 года большое жюри предъявило Килимнику обвинение в воспрепятствовании правосудию и сговоре с целью воспрепятствования правосудию путем попытки повлиять на показания свидетеля от имени Манафорта.
Анализ Разведывательного сообщества США, опубликованный в марте 2021 года, обвинил Килимника в том, что он был одним из доверенных лиц российской разведки, которые продвигали и отмывали вводящие в заблуждение или необоснованные рассказы о Джо Байдене «для американских СМИ, американских официальных лиц и видных деятелей США, в том числе некоторых близких к бывшему президенту Трампу и его администрации», чтобы принести пользу президентской кампании Трампа 2020 года. В апреле 2021 года Министерство финансов США наложило на Килимника санкции за предоставление российской разведке «конфиденциальной информации об опросах и стратегии кампании», предоставленной ему Манафортом из кампании Трампа, а также за распространение ложной информации о том, что Украина, а не Россия, вмешалась в выборы 2016 года.

## Ранний период жизни
Константин Килимник родился 27 апреля 1970 года в Кривом Роге, СССР. Свободно владея русским и украинским языками до службы в Советской армии, он выучил шведский и английский, отучившись на лингвиста в Московском военном институте Министерства обороны, который готовил переводчиков для Главного разведывательного управления (ГРУ) СССР. Килимник был переводчиком в Советской армии и тесно сотрудничал с её ГРУ. Принял российское гражданство после распада СССР. Работал в Швеции переводчиком у российского торговца оружием.
Килимник работал в Международном республиканском институте (МРИ) в Москве с 1995 по начало 2005 года; МРИ — это организация, которая получает финансирование от правительства США для поддержки демократии. Согласно анонимным источникам, при подаче заявления на должность в МРИ, на вопрос о том, как он выучил английский язык, он ответил, что его научила «российская военная разведка» и среди московских политработников он стал известен как «Костя, парень из ГРУ». В 1997 году он выехал в США по дипломатическому паспорту России. Газета The New York Times сообщила, что двое бывших коллег Килимника из МРИ заявили, что тот был уволен в апреле 2005 года после того, как глава Федеральной службы безопасности России выступил с речью, обсуждая внутренние частные встречи в МРИ. Килимника подозревали в утечке информации о встрече МРИ в Братиславе, Словакия. В апреле 2018 года Килимник сообщил The New York Times, что он был уволен за то, что работал внештатным переводчиком для Пола Манафорта, бывшего председателя штаба Дональда Трампа, что было фактически подтверждено представителем МРИ, заявившим, что такое действие противоречит этическому кодексу организации. В феврале 2019 года представитель МРИ отказался сообщить, имеет ли уход Килимника из организации какое-либо отношение к предполагаемым связям Килимника с российской разведкой. В Докладе Мюллера сообщается, что бывший коллега Килимника сообщил Федеральному бюро расследований, что Килимник был уволен из-за его тесных связей с российскими спецслужбами.

## Работа на Манафорта
Нанятый Филипом М. Гриффином в качестве переводчика для бизнесмена Рината Ахметова и ищущий более высокий доход, чем в МРИ, Килимник познакомился с Манафортом в 2005 году и стал сотрудником консалтинговой фирмы Манафорта. После прекращения сотрудничества с МРИ в апреле 2005 года Килимник жил и работал в Киеве и Москве, а его жена и двое детей остались в Москве, проживая в доме недалеко от международного аэропорта Шереметьево. В некоторых сообщениях говорится, что Килимник руководил киевским офисом фирмы Манафорта Davis Manafort International и был правой рукой Манафорта в Киеве. Они начали работать на Виктора Януковича после Оранжевой революции 2004 года, из-за которой Янукович не смог тогда стать президентом. С помощью Манафорта и Килимника Янукович стал президентом в 2010 году. В феврале 2017 года Килимник сказал Радио Азаттык, что он проводил 90% своего времени в администрации президента и помогал Манафорту. С 2011 по 2013 год вместе с главой администрации Виктора Януковича Сергеем Левочкиным, Килимник, вместе с Манафортом, Аланом Фридманом, Эккартом Сагером, бывшим продюсером CNN, и Риком Гейтсом консультировал по международной стратегии связей с общественностью. Это усилие поддержала администрация Президента Украины Виктора Януковича. Янукович нанял компанию Манафорта Global Endeavour, консалтинговую и лоббистскую компанию из Сент-Винсента и Гренадин, которая в конце президентства Януковича перевела 750 тысяч долларов из Украины, а также выплатила Килимнику 53 тысячи долларов в ноябре и декабре 2013 года. Когда Янукович бежал из страны, Манафорт и Килимник устроились на работу в украинскую партию «Оппозиционный блок», которую поддерживают те же олигархи, что и Януковича. В какой-то момент «Оппозиционный блок» перестал платить фирме Манафорта, но, несмотря на то, что неуплата вынудила фирму Манафорта закрыть свой киевский офис, Килимник продолжал консультировать партию, работая над сбором невыплаченных гонораров для фирмы Манафорта.
Примерно в 2010 году Килимник сотрудничал с Ринатом Ахметшиным, российско-американским лоббистом, который пытался продать книгу, унижающую одного из противников Януковича.
Килимник и Манафорт активно помогали украинским и российским олигархам, близким к Кремлю и Владимиру Путину. Кроме того, они работали над тем, чтобы Янукович и его Партия регионов сократили и в конечном итоге разорвали связи Украины с США и Европой, чтобы Украина стала намного ближе к России, Кремлю и Владимиру Путину.
В интервью Кристоферу Миллеру из Радио «Свободная Европа» от 22 февраля 2017 года Килимник рассказал о существовании мирных усилий между Россией и Украиной под названием «Мариупольский план», согласно которому Янукович вернется в качестве президента регионов Украины, незаконно контролируемых Россией. Мирный план Андрея Артеменко был известен как «Новая инициатива мира».
В 2017 году Килимник помог Манафорту написать статью для киевской газеты. Украинский журналист Олег Волошин оспорил это утверждение, заявив, что он и Манафорт написали статью и что он отправил черновик Килимнику по электронной почте. Эта статья могла нарушать приказ о неразглашении информации, вынесенный в отношении Манафорта судом США, и, возможно, являлась нарушением условий освобождения Манафорта под залог.
В 2018 году канал CNBC сообщил, что Килимника по-разному «описывают как фиксера, переводчика или офис-менеджера Манафорта.

## Генеральная прокуратура Украины
С августа по декабрь 2016 года генеральный прокурор Украины Юрий Луценко проводил расследование в отношении Константина Килимника, но не арестовывал его. Килимник управлял Davis Manafort International в Киеве. Он уехал из Украины в Россию в июне 2016 года. В ходе расследования специального прокурора Роберта Мюллера компания Davis Manafort International в Киеве была обвинена в отмывании денег. Мюллер считал Килимника важным свидетелем вмешательства России в выборы в США в 2016 году. Национальное антикоррупционное бюро проинформировало Государственный департамент США о том, что Луценко не только помешал украинскому расследованию в отношении Килиминка, но и позволил Килимнику уехать из Украины в Россию.

## Упоминания в судебных документах
The New York Times сообщила, что Килимник был обозначен как «Person А» в судебных исках в декабре 2017 года против Манафорта и Рика Гейтса.
В судебных документах от конца марта 2018 года утверждается, что Гейтс знал, что Килимник был бывшим офицером российской военной разведки. Это произошло после того, как Гейтс заключил сделку о признании вины в обмен на сотрудничество в расследовании. В меморандуме о вынесении приговора Алексу Ван дер Цваану, поданном Робертом Мюллером, говорится, что Гейтс сказал ван дер Цваану, что Person А, предположительно Килимник, был бывшим офицером Главного управления Генерального штаба ВС РФ (ГРУ).
Килимник также упоминается в документах, поданных Мюллером в начале декабря 2018 года, которые объясняют, почему он считал, что Манафорт солгал следователям во время расследования, проведенного командой Мюллера.

### Обвинение
8 июня 2018 года Роберт Мюллер предъявил Килимнику обвинение в воспрепятствовании правосудию и сговоре с целью воспрепятствования правосудию совместно с Манафортом относительно незарегистрированной лоббистской деятельности. Согласно их веб-сайту 2021 года, «ФБР предлагает вознаграждение в размере до 250 000 долларов за информацию, ведущую к аресту Константина Викторовича Килимника».

## Санкции
В апреле 2021 года Министерство финансов США наложило на Килимника санкции за предоставление российской разведке «конфиденциальной информации об опросах и стратегии кампании», предоставленной ему Манафортом из кампании Трампа, а также за распространение ложной информации о том, что Украина, а не Россия, вмешалась в выборы 2016 года. Представитель казначейства отказался передать NBC News дополнительную информацию о новых разведывательных данных по этому вопросу. Агентство Ассошиэйтед Пресс сообщило, что это был первый случай, когда правительство США пришло к выводу о наличии прочной связи между кампанией Дональда Трампа и российской разведкой.

## Российская резиденция
Как минимум с августа 2018 года Килимник и его жена живут в доме стоимостью 2 миллиона долларов в охраняемом жилом комплексе в Химках, на северо-западе Московской области за Московской кольцевой автомобильной дороге (МКАД). Этот район является базой московского подразделения ГРУ, которое Роберт Мюллер обвинил во взломе электронной почты демократов в 2016 году.